# Myristica gamblei
Myristica gamblei är en tvåhjärtbladig växtart som beskrevs av George King och Joseph Dalton Hooker. Myristica gamblei ingår i släktet Myristica och familjen Myristicaceae. Inga underarter finns listade i Catalogue of Life.